# Emberá catío
L’emberá catío est une langue chocó, du sous-groupe des langues embera du Nord, parlée dans le Nord-Ouest de la  Colombie, le long des rivières Alto Sinú, San Jorge, San pedro et Murri. Quelques locuteurs se trouvent au Panama.

## Écriture
L’emberá catió est écrit avec l’alphabet latin.
| a | ã | e | ẽ | i | ĩ | o | õ | u | ũ | ʉ | ʉ̃ |

| m | k | b | p | t | ch | s | z | g | j | r | rr | d | n | y | w | ñ |

## Phonologie

### Voyelles
|         | Antérieure  | Centrale    | Postérieure |
| ------- | ----------- | ----------- | ----------- |
| Fermée  | i [i] ĩ [ĩ] | ɨ [ɨ] ɨ̃ [ɨ̃] | u [u] ũ [ũ] |
| Moyenne | e [e] ẽ [ẽ] |             | o [o] õ [õ] |
| Ouverte |             | a [a] ã [ã] |             |

### Consonnes
|              |              | Bilabiales | Dentales | Dorsales | Dorsales | Glottales |
| ------------ | ------------ | ---------- | -------- | -------- | -------- | --------- |
| Palatales    | Vélaires     | Bilabiales | Dentales |          |          | Glottales |
| Occlusives   | Sourde       | p [p]      | t [t]    |          | k [k]    |           |
| Occlusives   | Sonore       | b [b]      | d [d]    |          | g [g]    |           |
| Fricative    | Sourde       |            | s [s]    |          |          | h [h]     |
| Fricative    | Sonore       |            | z [z]    |          |          |           |
| Affriquée    | Sourde       |            |          | č [t͡ʃ]   |          |           |
| Affriquée    | Sonore       |            |          | j [d͡ʒ]   |          |           |
| Nasale       | Nasale       | m [m]      | n [n]    |          |          |           |
| liquide      | liquide      |            | r [r]    |          |          |           |
| Semi-voyelle | Semi-voyelle | w [w]      |          |          | y [j]    |           |